# Ju Ji-hoon
Ju Ji-hoon (hangeul: 주지훈, anche romanizzato Joo Ji-hoon), vero nome Joo Young-hoon (hangeul: 주영훈; Seul, 16 maggio 1982) è un attore sudcoreano.

## Biografia
Il debutto televisivo di Ju fu nel drama del 2004 Yetsarang (Old Love), ma ottenne il successo nel 2006 con Gung (Princess Hours), basato sul manhwa Gung - Palace Love Story. L'anno successivo, interpretò un avvocato nella serie Ma-wang (The Devil), e nel 2008 esordì al cinema nella pellicola Seo-yang goldong yanggwajajeom antique (Antique), basata sul manga Antique Bakery.
Il 27 aprile 2009, Ju fu arrestato dalla polizia metropolitana di Seul, insieme ad altre quindici persone, per possesso di ecstasy. Il 23 giugno, davanti alla corte si dichiarò colpevole di fare uso di ecstasy e ketamina e fu condannato a sei mesi di carcere, un anno di sospensione, 120 ore di servizi alla comunità e 360.000 won di multa.
Il 2 febbraio 2010, si arruolò nell'esercito della Corea del Sud per il servizio militare obbligatorio e fu licenziato il 21 novembre 2011. Tornò a lavorare come attore nel ruolo principale di Yuri Živago nel musical Il dottor Živago a gennaio 2012, ma dovette rinunciare due settimane prima della prima a causa di una lesione alle corde vocali. Ad agosto, apparve nella commedia storica Naneun wang-iroso-ida (I Am a King), ispirata a Il principe e il povero. Seguirono i ruoli principali del pianista Yoo Ji-ho nel melodramma del 2012 Daseotsongarak (Five Fingers) e del dottor Han Seung-jae in Medical Top Team nel 2013.

## Filmografia

### Cinema
- Seo-yang goldong yanggwajajeom antique (서양골동양과자점 엔티크)), regia di Min Kyu-dong (2008)
- Kitchen (키친), regia di Hong Ji-young (2009)
- Naneun wang-iroso-ida (나는 왕이로소이다), regia di Jang Kyu-sung (2012)
- Gyeolhonjeon-ya (결혼전야), regia di Hong Ji-young (2013)
- Xin zhou (心咒), regia di Li Weijie (2014)
- Joh-eun chingudeul (좋은 친구들), regia di Lee Do-yoon (2014)
- Project Silence (탈출: 프로젝트 사일런스?, Talchul: peurojekteu sa-illeonseuLR), regia di Kim Tae-gon (2024)

### Televisione
- Yetsarang (옛사랑) – serie TV (2004)
- Gung (궁) – serie TV, 26 episodi (2006)
- Ma-wang (마왕) – serie TV, 20 episodi (2007)
- Daseotson-garak (다섯손가락) – serie TV, 30 episodi (2012)
- Medical Top Team (메디컬탑팀) – serie TV, 20 episodi (2013)
- Gamyeon (가면?) – serie TV (2015)
- Kingdom (킹덤?) – serie TV, 6 episodi (2019 - 2020)
- Hyena (하이에나?) – serie TV (2020)
- Jirisan (지리산?) – serie TV (2021)
- Blood Free - Il potere del sangue (지배종?, JibaejongLR) – serie TV (2024)
- Light Shop (조명가게?, JomyeonggageLR) – serie TV, 8 episodi (2024)
- The Trauma Code - Il turno degli eroi (중증외상센터?, Jungjeung oesang senteoLR) – serie TV (2025)